# Transantarktiska bergen

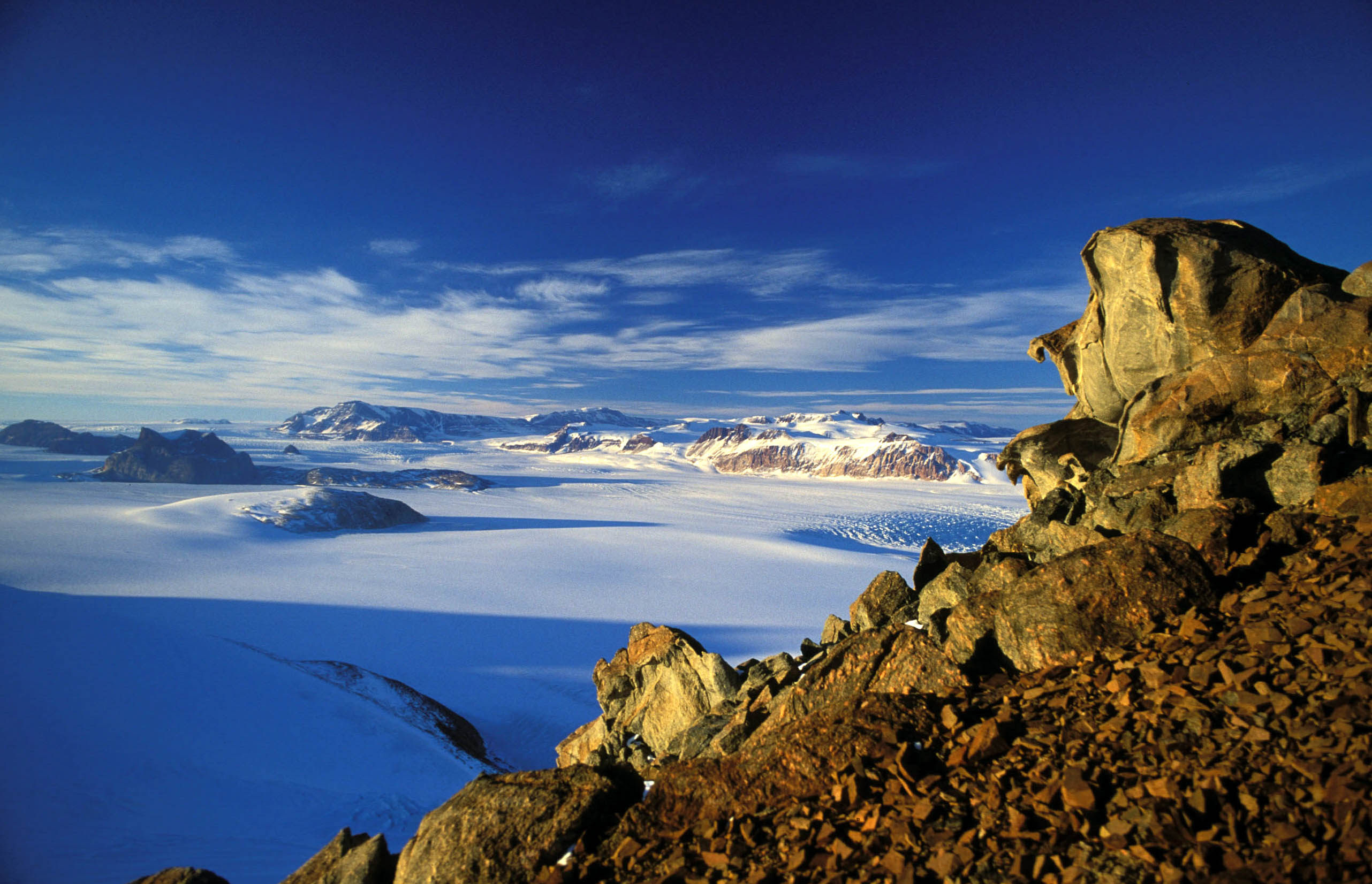
Transantarktiska bergen i norra delarna av Victorias land.

Transantarktiska bergen är en bergskedja på Antarktis som sträcker sig från Viktorias land vid Rosshavet till Weddellhavet. Transantarktiska bergen har en total längd på över 3 200 km och är därmed en av de längsta bergskedjorna på jorden. Dess högsta berg är det 4 528 meter höga Mount Kirkpatrick.
Bergskedjan delar kontinenten Antarktis i två delar: Östantarktis och Västantarktis. Östantarktis är betydligt större än den västra delen. Transantarktiska bergen kan delas in i en rad mindre bergskedjor: Shackleton, Pensacola, Horlick, Queen Alexandra, Britannia, Prince Albert, Dufek och Admiralty-kedjorna.
I de transantarktiska bergen bedöms en av världens största kolfyndigheter ligga. Kvarlevor av primitiva sötvattenamfibier och reptiler har hittats i bergskedjan.
Nya Zeeland, Storbritannien och USA har drivit forskningsstationer vid foten av bergen.
I forskningsprojektet ANSMET har man sedan 1976 sökt efter meteoriter i Transantarktiska bergen.